# (8333) 1982 VF
(8333) 1982 VF (1982 VF, 1995 QW) — астероїд головного поясу.
Тіссеранів параметр щодо Юпітера — 3,326.